# Francesco I d'Este
Francesco I d’Este (Modena, 16 september 1610 – Santhià (Vercelli), 14 oktober 1658) was hertog van Modena en Reggio vanaf 1629 tot zijn dood.

## Leven
Hij was de oudste zoon van hertog Alfonso III d’Este en diens vrouw Isabella van Savoye. Zijn grootouders aan vaderskant waren hertog Cesare d'Este en diens vrouw Virginia de' Medici. Zijn grootouders aan moederskant waren Karel Emanuel I van Savoye en diens vrouw Catalina van Spanje, dochter van koning Filips II van Spanje. Francesco werd hertog van Modena en Reggio na de abdicatie van zijn vader in 1629.

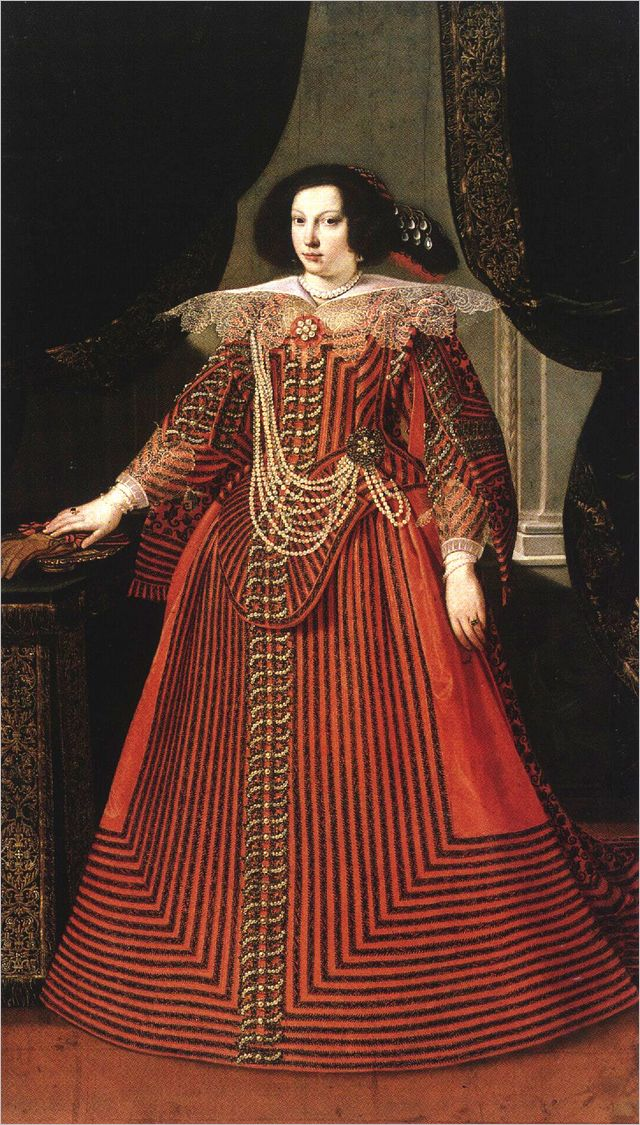
Francesco's eerste vrouw, Maria Catharina

De eerste belangrijke taak die hij als hertog moest aangaan was de pestepidemie die heerste van 1630-1631 en 70% van de inwoners van Modena doodde. In 1631 trouwde hij met Maria Catharina (1615-1646), dochter van hertog Ranuccio I Farnese van Parma en Piacenza. Na het uitbreken van de Dertigjarige Oorlog, sloot hij zich aan bij Spanje en viel het Hertogdom Parma binnen. Toen hij naar Spanje reisde om betaald te worden voor zijn daad, ontving hij niets en kon enkel Correggio door een betaling van 230.000 florijns verwerven.
Later nam hij deel aan de Oorlogen van Castro, waarin Francesco een verdrag sloot met Venetië, Parma en Florence tegen Paus Urbanus VIII, met als doel om Ferrara terug te winnen van de Kerkelijke staat. De oorlog eindigde op 31 maart 1644, zonder dat Francesco ook maar iets had gewonnen of gekregen. Toen er opnieuw geen steun kwam vanuit Spanje, sloot Francesco een verdrag met Frankrijk dankzij de hulp van kardinaal Jules Mazarin. Toen hij echter faalde om Cremona te veroveren, en toen ook de Dertigjarige Oorlog niet voordelig eindigde voor Modena en wel voor Spanje, zocht Francesco een overeenkomst met Spanje. Later sloot Francesco weer een verdrag met Frankrijk, door zijn zoon en erfgenaam, Alfonso, te laten trouwen met Laura Martinozzi, een nicht van kardinaal Mazarin.

## Overlijden
Na een succesvolle verdediging tegen Spaanse troepen die geprobeerd hadden om Milaan te veroveren, vocht Francesco samen met Frankrijk tegen Savoye, waarin hij Alessandria en Valenza veroverde rond 1656-1657, met de hulp van zijn zoon. In 1658 veroverde hij Mortara, waar hij malaria opliep. Later stierf hij in Santhià.
Na de dood van Maria Catharina in 1646, hertrouwde Francesco met haar zuster, Vittoria (overleden in 1649). Zijn laatste huwelijk was met Lucrezia Barberini (1630-1669), dochter van Taddeo Barberini. Hij had in totaal elf kinderen, twee van die kinderen, Alfonso en Rinaldo, werden later hertogen van Modena.
Hoewel hij een bekwame militaire commandant was, werd Francesco echter vooral voor zijn goede karakter en godsdienstige idealen gewaardeerd. Hij verrijkte Modena met de bouw van het Hertogelijke Paleis, de grote Teatro della Spelta, de Villa delle Pentetorri, een haven op een vergroot Naviglio kanaal en de restauratie van de Cittadella.

## Kinderen
Uit zijn eerste huwelijk met Maria Catharina Farnese werden negen kinderen geboren:
- Alfonso (1632)
- Alfonso (1634-1662), huwde Laura Martinozzi. Was hertog van Modena (1658-1662) en vader van koningin Maria van Engeland, vrouw van Jacobus II.
- Isabella (1635-1666), huwde Ranuccio II Farnese, hertog van Parma en Piacenza.
- Eleonora (1639–1640)
- Tedald (1640-1643)
- Almerigo (1641-1660), bleef ongehuwd.
- Eleonora (1643-1722), bleef ongehuwd.
- Maria (1644-1684), huwde Ranuccio II Farnese, hertog van Parma en Piacenza. Werd moeder van hertog Francesco en hertog Antonio.
- Tedald (1646)

Uit zijn tweede huwelijk met Vittoria Farnese werd een dochter geboren:
- Vittoria (1649-1656)

Uit zijn derde huwelijk met Lucrezia Barberini werd een zoon geboren:
- Rinaldo (1655-1737), huwde Charlotte Felicity (1671-1710), de oudste dochter van Johan Frederik, hertog van Brunswijk-Lüneburg. Rinaldo was hertog van Modena (1695-1737).